# 摩托罗拉6800

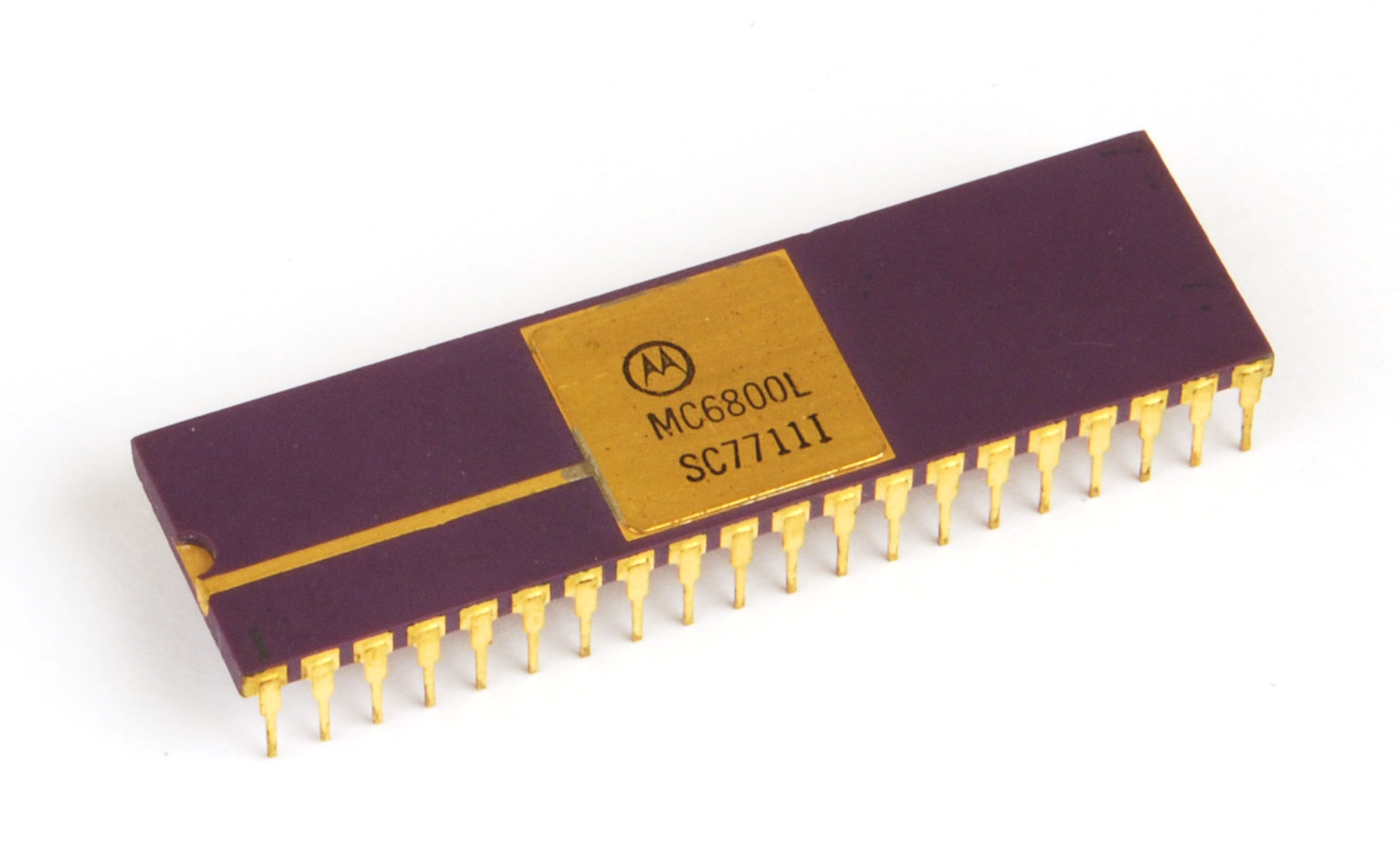
摩托罗拉6800处理器

MC6800是摩托罗拉一款1974年投产的8位微处理器，也是摩托罗拉第一款微处理器。它是M6800微计算机系统的一员，这个系统还包括了其他不同的集成电路、RAM、ROM和芯片。M6800系统成员的一个显著特征是只需要5伏特的电源，相比之下當時其他一些微处理器需使用3种不同的电压。M6800系统发布于1974年3月，当年年底进入大规模生产。6800的架构和指令系统受到了日后流行的迪吉多PDP-11小型计算机的影响。它有一个16位的地址总线和8位的双向数据总线，最大支持64KB的内存。在7种不同的寻址模式下，它的72条指令可提供192项作业码。原始版MC6800时钟频率可达1MHz，后续版本则提升到了2MHz。

## 历史
摩托罗拉的微处理器计划开始于1971年，开发团队的主要成员为设计师汤姆·班尼特（Tom Bennett），工程主管杰夫·拉韦尔（Jeff LaVell），产品销售林克·杨以及系统设计师麦克·威尔斯（Mike Wiles）、吉因·施赖伯（Gene Schriber）和道格·鲍威尔（Doug Powell）。他们工作于亚利桑那州的梅瑟。汤姆·班尼特拥有工程控制方面的工作背景，他曾设计过使用的IC作成电子计算器，1971年他加入摩托罗拉开始了6800的设计工作。
杰夫·拉韦尔在1966年加入摩托罗拉，拥有计算机行业的经验。1971年他领导了一个团队去调查惠普、NCR、DEC等大客户的需求，希望能用低成本的超大规模集成电路来满足这些要求。调查的结果是诞生了一个由15个模块组成的系列产品，每个模块都被集成在一个集成电路之内。M6800内就集成了部分这种模块，后来杰夫又使用传统方法设计电路进行比较。为了达到同样的性能，他用了安装在5块25厘米见方电路版上的451个小型TTL芯片。后来通过使用ROM和MSI的逻辑器件进行了精简，即便这样还是要用114个集成电路。
第一块量产型MC6800生产于1974年2月，工程样品被交给了制定客户的手中。同年6月，惠普已经开发出了基于6800的桌面级计算器原型机。由于使用了新式单一电压供电的N沟道MOS管，加工起来颇为困难。M6800微机系统最终于1974年11月投产，摩托罗拉采用了和英特尔8080相同的售价，也就是360美元。除了发布完整的外围芯片之外，摩托罗拉还提供了软硬件开发系统。用户可在分时复用的电脑上使用软件开发工具或是利用内部电脑系统。软件系统是用典型的汇编语言写成的，可以运行在微处理器上。开发系统包括文档编辑器、汇编程序和模拟器。核心设计工作在1974年中期就已经完成了，许多工程师在这之后离开了开发团队或摩托罗拉。这是由于得克萨斯新工厂带来的搬迁问题、裁员危机以及摩托罗拉对于开发低成本处理器的消极态度 。最终，楚克·佩德尔（Chuck Peddle）等人离开摩托罗拉加入了MOS科技公司，在那里他们开发了售价20美元的MOS 6502处理器。

## 设计

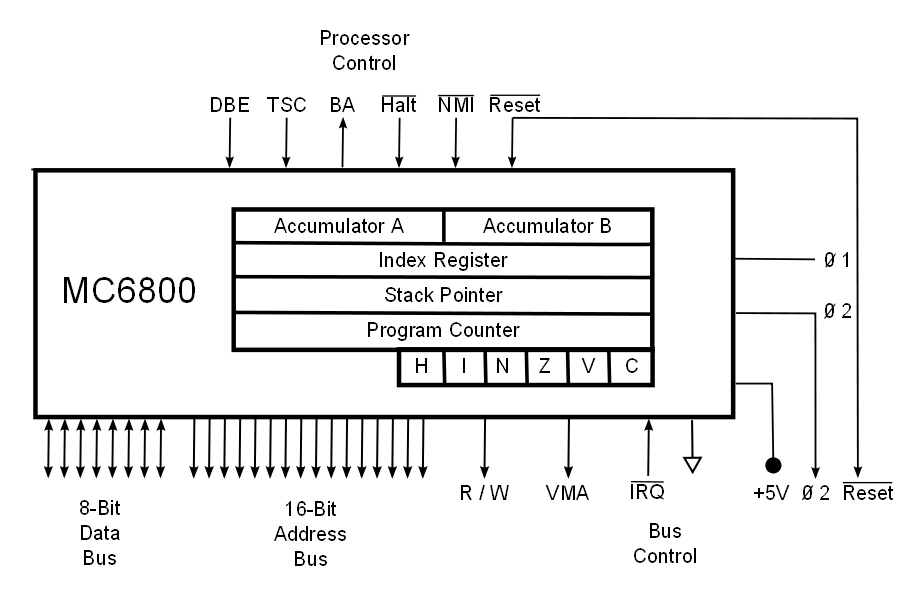
工作模式示意图

6800以PDP-11的处理器为结构模板 ，两者都能兼容TTL，拥有8位双向数据线，16位堆栈指针，16位地址总线可以支持64KB的内存，整个微处理器以40针的DIP结构进行封装。6800拥有4000个晶体管，2个数据缓存和一个16位的指针缓存。在直接地址模式下可以快速读取内存中的前256个字节。输入输出系统的地址格式同内存一样，所以没有特殊的输入、输出指令。6800在最高地址上载入程序指针然后在内存中储存它。
6800使用3态控制器阻止地址总线允许另一个设备使用直接记忆通道。在处理器未加载时磁盘控制器就能将数据存入内存，两块6800可以使用同一个内存。
同8080相比，6800处理指令需要的指令周期更少，2MHz的8080处理能力尚且不如1MHz的6800。6800的最低工作频率可以降到100KHz。

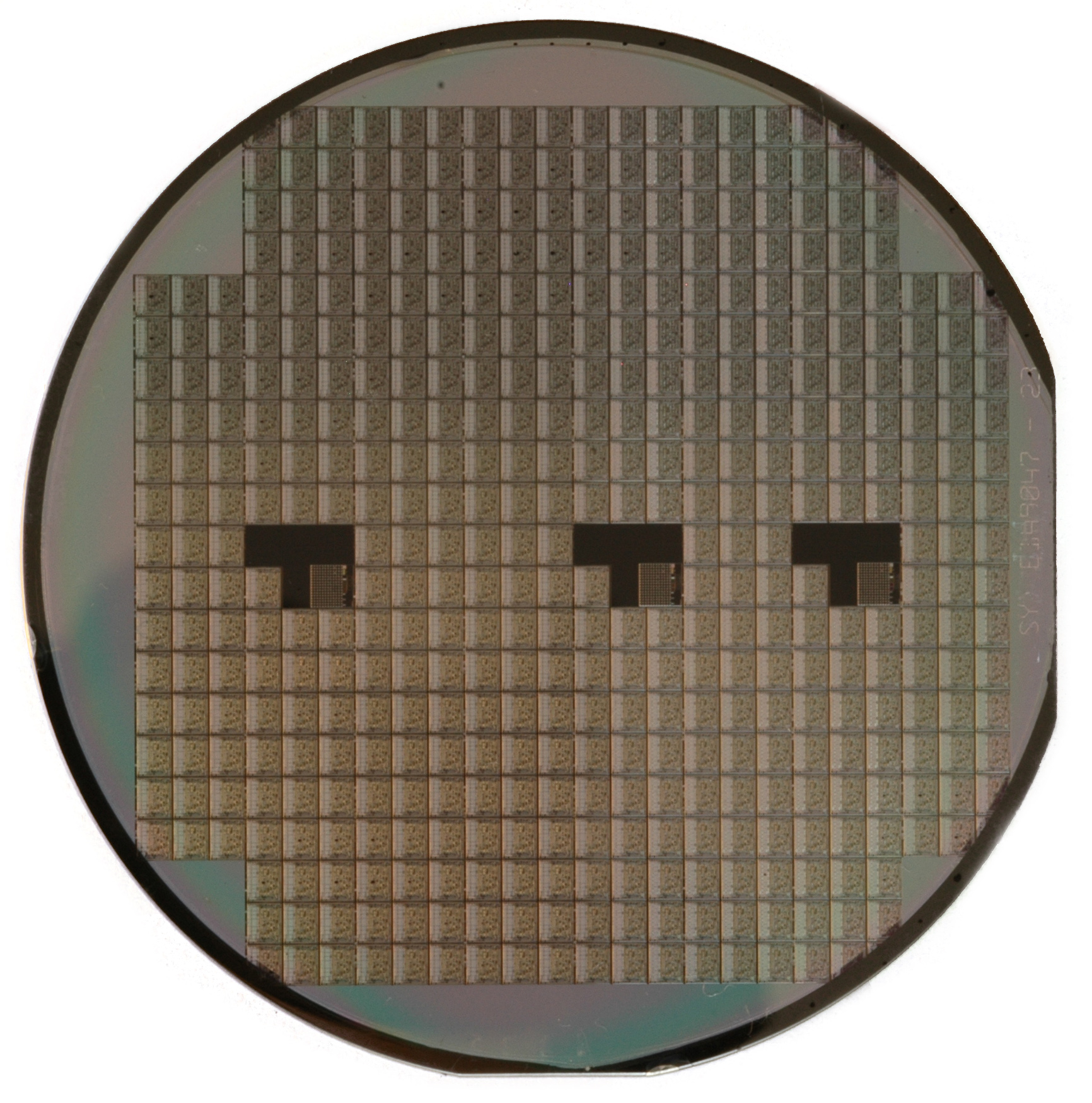
一片刻有多块芯片的晶圆

最初，设计人员计划将6800的核心控制在边长4.6毫米之内，但最终这一数字上升到了5.4毫米，核心面积为29.0 mm2。对于70年代主流的3英寸晶圆来说，可以切割出190个4.6毫米边长的芯片，或是140个5.4毫米的芯片。不过，1975年在MC6800上使用耗尽模式后，它的核心长度降到了4毫米。更小的核心也带来了频率的提升。后续型号MC68A00工作在1.5兆赫兹，MC68B00则工作在2MHz。

## 代工
除了摩托罗拉自己以外，许多其他公司也生产了MC6800，如仙童半导体的F68A00S，汤姆逊的EF6800CM、EF6800P以及
AMI的S6800，S6800的最高频率甚至可达2.5兆赫兹。